# Lingua njen
La lingua njen (chiamata anche nyen o nzin) è un idioma appartenente alle lingue niger-kordofaniane parlata in Camerun.
In particolare, Ethnologue stima che nel 2002 ci fossero circa 1.800 persone che parlavano il njen, concentrate nel villaggio omonimo nel dipartimento di Momo, regione del Nordovest. Il codice ISO 639-3 è njj. Si tratta di una lingua molto simile al moghamo e molti le parlano entrambe.